# Gmina Sotenäs
Gmina Sotenäs (szw. Sotenäs kommun) – gmina w Szwecji, w regionie Västra Götaland, z siedzibą w Kungshamn.
Pod względem zaludnienia Sotenäs jest 232. gminą w Szwecji. Zamieszkuje ją 9336 osób, z czego 50,4% to kobiety (4705) i 49,6% to mężczyźni (4631). W gminie zameldowanych jest 287 cudzoziemców. Na każdy kilometr kwadratowy przypada 67,08 mieszkańca. Pod względem wielkości gmina zajmuje 268. miejsce.